# لا فيتا (كولورادو)
لا فيتا (بالإنجليزية: La Veta, Colorado)‏ هي بلدة تقع في مقاطعة هورفانو، كولورادو بولاية كولورادو في الولايات المتحدة. تبلغ مساحتها  (كم²)، وترتفع عن سطح البحر 2145 م، بلغ عدد سكانها 800 نسمة في عام 2010 حسب إحصاء مكتب تعداد الولايات المتحدة .

## معرض صور

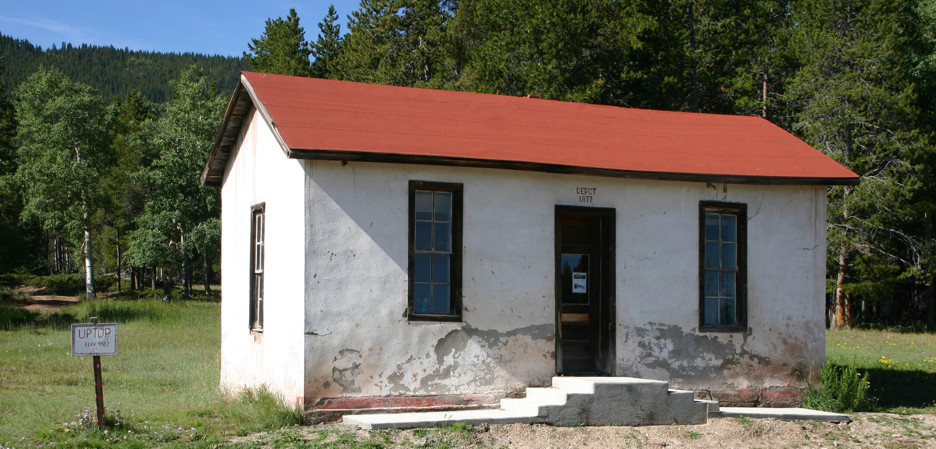
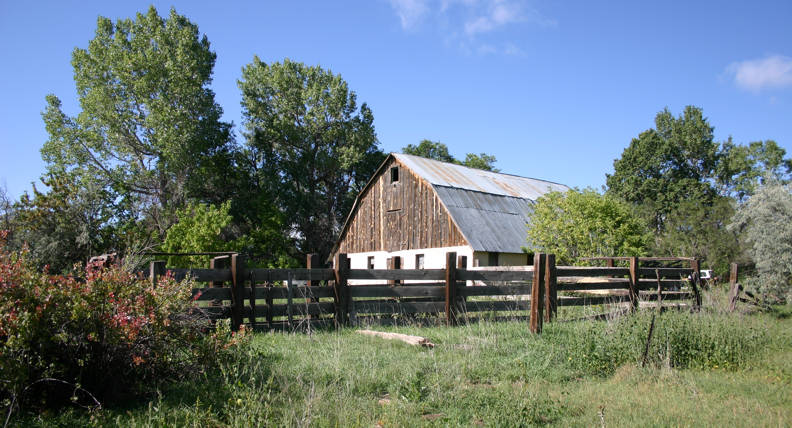
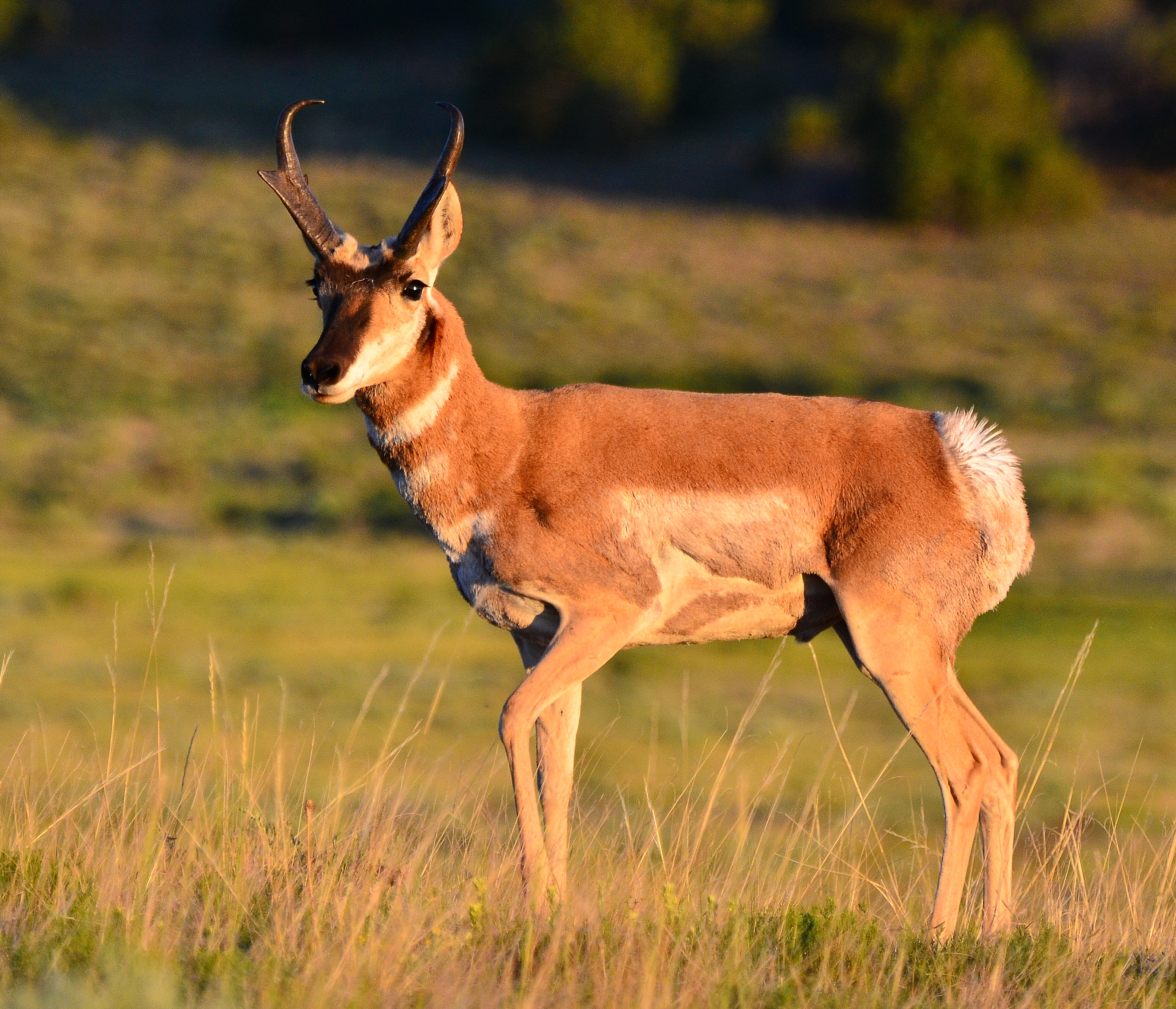

## وصلات خارجية
- Town of La Veta Colorado
- The US50 - Cities and Towns in Colorado State
- Colorado Cities and Towns, Facts, Map, Flag, Colleges, Government, and More